# Sarıpınar, Bulanık
Sarıpınar là một thị trấn thuộc huyện Bulanık, tỉnh Muş, Thổ Nhĩ Kỳ. Dân số thời điểm năm 2011 là 2.424 người.